# Edmund Runggaldier
Pater Edmund Runggaldier SJ (* 24. August 1946 in St. Ulrich in Gröden, Südtirol) ist ein österreichischer Philosoph und Jesuit.

## Leben
Runggaldier studierte nach einem Noviziat des Jesuitenordens in Kärnten von 1968 bis 1970 Philosophie an der Hochschule für Philosophie in Pullach bei München und von 1970 bis 1973 Theologie an der Universität Innsbruck. Nach seinem Magisterabschluss studierte er 1973 bis 1974 als Undergraduate an der Oxford University, dann unter Alfred Jules Ayer als Doktorand. 1977 erwarb er den philosophischen Doktorgrad und wurde Vertragsassistent am Institut für Christliche Philosophie an der Universität Innsbruck, 1979 dann dort Universitätsassistent. 1983 habilitierte er sich an der Universität Innsbruck und war 1984/1985 Universitätsassistent am dortigen Institut für Christliche Philosophie.
1985 wurde er dort zum außerordentlicher Professor und 1990 zum ordentlichen Professor ernannt. Von 1993 bis 1995 war er Dekan der dortigen Theologischen Fakultät, von 1994 bis 1996 Vorstand des Instituts für Christliche Philosophie und im Wintersemester 1996/97 Visiting Scholar an der University of Notre Dame und der University of Loyola, Chicago, USA. Er hatte ab dem Wintersemester 2007/08 als Nachfolger von Ludger Honnefelder die Guardini-Stiftungsprofessur an der Humboldt-Universität zu Berlin inne, seit 2009 ist er wieder Professor für Philosophie an der Universität Innsbruck. Seit 2007 ist er ordentliches Mitglied der Academia Europaea.

## Wirken
Zu seinen Arbeitsgebieten gehören Themen der analytischen Sprachphilosophie, Ontologie, Handlungstheorie, Philosophie des Geistes und Religionsphilosophie, daneben historische Studien u. a. zu Anfängen analytischer Schulbildungen (Rudolf Carnap, Otto Neurath, Ludwig Wittgenstein), Traditionen der Phänomenologie, neuthomistischer Transzendentalphilosophie (Emerich Coreth, Otto Muck), und des theologischen Modernismus (Jakob Frohschammer).

## Werke (Auswahl)
Monographien
- Carnap's Early Conventionalism. An inquiry into the historical background of the Vienna Circle (Studien zur österreichischen Philosophie 7). Rodopi, Amsterdam 1984.
- Zeichen und Bezeichnetes. Sprachphilosophische Untersuchungen zum Problem der Referenz. De Gruyter, Berlin 1985.
- Analytische Sprachphilosophie (Grundkurs Philosophie Bd. 11). Kohlhammer, Stuttgart 1990.
- Was sind Handlungen? Eine philosophische Auseinandersetzung mit dem Naturalismus. Kohlhammer, Stuttgart 1996.
- Philosophie der Esoterik. Kohlhammer, Stuttgart 1996.
- mit Christian Kanzian: Grundprobleme der Analytischen Ontologie, Schöningh, Paderborn 1998.
- mit Bruno Niederbacher (Hrsg.): Die menschliche Seele – Brauchen wir den Dualismus? Frankfurt: Ontos (Metaphysical Research, Bd. 7) 2006
- Die menschliche Seele bei Albertus Magnus. Ein nicht-reduktionistischer Beitrag zum Leib-Seele-Problem. (Lectio Albertina Bd. 11). Aschendorff, Münster 2010.

Aufsätze
- Carnap's Early Conventionalism, in: International Philosophical Quarterly 19 (1979) 73–84.
- Metaphysische Ansätze in der analytischen Philosophie, in: Zeitschrift für Katholische Theologie 108 (1986) 119–134.
- Zur empiristischen Deutung der Identität von Personen als Kontinuität, in: Theologie und Philosophie 63 (1988) 242–251.
- Die Rolle der Metaphysik in der analytischen Philosophie, in: Bijdragen. Tijdschrift voor Filosofie en Theologie 50 (1989) 59–71.
- On the Scholastic or Aristotelian Roots of "Intentionality" in Brentano, in: Topoi 8 (1989) 97–103.
- Einheit und Identität als "formale Begriffe" in der Metaphysik des Aristoteles, in: Theologie und Philosophie 64 (1989) 557–566.
- Von der zeitlichen Dauer der Gegenstände, in: Philosophisches Jahrbuch 99 (1992) 262–286.
- Menschliches Handeln und Indexikalität, in: Theologie und Philosophie 69 (1994) 211–223.
- mit Quitterer: Handlungsbeschreibungen und -erklärungen. Eine Herausforderung für den Naturalismus, in: ZKTh 116 (1994) 321–329.
- Ontologie in der analytischen Philosophie. Ein Forschungsbericht, in: Information Philosophie 22/5 (1994), 18–24.
- Personen und diachrone Identität, in: Conceptus. Zeitschrift für Philosophie 26/68–69 (1992/1993), 107–122.
- Analytische Religionsphilosophie: Zwischen Intersubjektivität und Esoterik. In: Theologie und Philosophie 71 (1996), 410–418.
- Von der Dienstfunktion der Philosophie an theologischen Fakultäten. In: Zeitschrift für Katholische Theologie 119/3 (1997), 284–295.